# Les Pontets
Les Pontets település Franciaországban, Doubs megyében. Lakosainak száma 137 fő (2022. január 1.). Les Pontets Rondefontaine, Mouthe, Reculfoz, Cerniébaud és Mignovillard községekkel határos.

## Népesség
A település népességének változása:
| Lakosok száma | 100  | 69   | 65   | 100  | 140  | 142  | 135  | 132  | 135  | 137  |
|               | 1968 | 1982 | 1990 | 2006 | 2013 | 2015 | 2017 | 2019 | 2020 | 2022 |